# 1551 год
1551 (ты́сяча пятьсо́т пятьдеся́т пе́рвый) год  по юлианскому календарю — невисокосный год, начинающийся в четверг. Это 1551 год нашей эры, 1‑й год 6‑го десятилетия XVI века 2‑го тысячелетия, 2‑й год 1550‑х годов. Он закончился 474 года назад.
| Пн | Вт | Ср | Чт | Пт | Сб | Вс |
|    |    |    | 1  | 2  | 3  | 4  |
| 5  | 6  | 7  | 8  | 9  | 10 | 11 |
| 12 | 13 | 14 | 15 | 16 | 17 | 18 |
| 19 | 20 | 21 | 22 | 23 | 24 | 25 |
| 26 | 27 | 28 | 29 | 30 | 31 |    |

| Пн | Вт | Ср | Чт | Пт | Сб | Вс |
|    |    |    |    |    |    | 1  |
| 2  | 3  | 4  | 5  | 6  | 7  | 8  |
| 9  | 10 | 11 | 12 | 13 | 14 | 15 |
| 16 | 17 | 18 | 19 | 20 | 21 | 22 |
| 23 | 24 | 25 | 26 | 27 | 28 |    |

| Пн | Вт | Ср | Чт | Пт | Сб | Вс |
|    |    |    |    |    |    | 1  |
| 2  | 3  | 4  | 5  | 6  | 7  | 8  |
| 9  | 10 | 11 | 12 | 13 | 14 | 15 |
| 16 | 17 | 18 | 19 | 20 | 21 | 22 |
| 23 | 24 | 25 | 26 | 27 | 28 | 29 |
| 30 | 31 |    |    |    |    |    |

| Пн | Вт | Ср | Чт | Пт | Сб | Вс |
|    |    | 1  | 2  | 3  | 4  | 5  |
| 6  | 7  | 8  | 9  | 10 | 11 | 12 |
| 13 | 14 | 15 | 16 | 17 | 18 | 19 |
| 20 | 21 | 22 | 23 | 24 | 25 | 26 |
| 27 | 28 | 29 | 30 |    |    |    |

| Пн | Вт | Ср | Чт | Пт | Сб | Вс |
|    |    |    |    | 1  | 2  | 3  |
| 4  | 5  | 6  | 7  | 8  | 9  | 10 |
| 11 | 12 | 13 | 14 | 15 | 16 | 17 |
| 18 | 19 | 20 | 21 | 22 | 23 | 24 |
| 25 | 26 | 27 | 28 | 29 | 30 | 31 |

| Пн | Вт | Ср | Чт | Пт | Сб | Вс |
| 1  | 2  | 3  | 4  | 5  | 6  | 7  |
| 8  | 9  | 10 | 11 | 12 | 13 | 14 |
| 15 | 16 | 17 | 18 | 19 | 20 | 21 |
| 22 | 23 | 24 | 25 | 26 | 27 | 28 |
| 29 | 30 |    |    |    |    |    |

| Пн | Вт | Ср | Чт | Пт | Сб | Вс |
|    |    | 1  | 2  | 3  | 4  | 5  |
| 6  | 7  | 8  | 9  | 10 | 11 | 12 |
| 13 | 14 | 15 | 16 | 17 | 18 | 19 |
| 20 | 21 | 22 | 23 | 24 | 25 | 26 |
| 27 | 28 | 29 | 30 | 31 |    |    |

| Пн | Вт | Ср | Чт | Пт | Сб | Вс |
|    |    |    |    |    | 1  | 2  |
| 3  | 4  | 5  | 6  | 7  | 8  | 9  |
| 10 | 11 | 12 | 13 | 14 | 15 | 16 |
| 17 | 18 | 19 | 20 | 21 | 22 | 23 |
| 24 | 25 | 26 | 27 | 28 | 29 | 30 |
| 31 |    |    |    |    |    |    |

| Пн | Вт | Ср | Чт | Пт | Сб | Вс |
|    | 1  | 2  | 3  | 4  | 5  | 6  |
| 7  | 8  | 9  | 10 | 11 | 12 | 13 |
| 14 | 15 | 16 | 17 | 18 | 19 | 20 |
| 21 | 22 | 23 | 24 | 25 | 26 | 27 |
| 28 | 29 | 30 |    |    |    |    |

| Пн | Вт | Ср | Чт | Пт | Сб | Вс |
|    |    |    | 1  | 2  | 3  | 4  |
| 5  | 6  | 7  | 8  | 9  | 10 | 11 |
| 12 | 13 | 14 | 15 | 16 | 17 | 18 |
| 19 | 20 | 21 | 22 | 23 | 24 | 25 |
| 26 | 27 | 28 | 29 | 30 | 31 |    |

| Пн | Вт | Ср | Чт | Пт | Сб | Вс |
|    |    |    |    |    |    | 1  |
| 2  | 3  | 4  | 5  | 6  | 7  | 8  |
| 9  | 10 | 11 | 12 | 13 | 14 | 15 |
| 16 | 17 | 18 | 19 | 20 | 21 | 22 |
| 23 | 24 | 25 | 26 | 27 | 28 | 29 |
| 30 |    |    |    |    |    |    |

| Пн | Вт | Ср | Чт | Пт | Сб | Вс |
|    | 1  | 2  | 3  | 4  | 5  | 6  |
| 7  | 8  | 9  | 10 | 11 | 12 | 13 |
| 14 | 15 | 16 | 17 | 18 | 19 | 20 |
| 21 | 22 | 23 | 24 | 25 | 26 | 27 |
| 28 | 29 | 30 | 31 |    |    |    |

## События
- 1493—1593 — Столетняя хорватско-османская война. Серия вооружённых конфликтов между Королевством Хорватия и Османской империей[1].
- 1507—1622 — Португало-персидская война. Ряд вооружённых конфликтов между колониалистской Португалией и вассальным Ормузом, с одной стороны, и Сефевидской империей, поддерживаемой англичанами, с другой[2].
- 1511—1641 — Малайско-португальская война. Вооружённый конфликт XVI-XVII веков, в котором Малаккский султанат при поддержке империи Мин, Голландской Ост-Индской компании (с 1607) и Джохора безуспешно сопротивлялся Португальской империи, стремившейся захватить Малакку и установить контроль над торговлей между Индией и Китаем[3].
- 1514—1555 — Турецко-персидская война[4].
- 1538—1557 — Португало-турецкая война[5].
- 1543—1551 — закончилась война Грубое сватовство[6].
  - 10 июня — в замке Норем между Англией и Шотландией был заключён мирный договор[6].
- 1545—1563 — Тридентский собор католической церкви. Утвердил догматы о первородном грехе, чистилище. Один из важнейших соборов в истории Католической церкви. Собрался, чтобы дать ответ движению Реформации. Считается отправной точкой Контрреформации[7].
- 1551—1559 — началась Итальянская война[8].
  - Июнь 1551—29 апреля 1552 — Пармская война между союзом Священной Римской империи и Папской области с королевством Франция и герцогством Парма (часть Итальянской войны)[9][10].
  - 9—15 августа — осада Триполи. Захват Османской империей крепости Триполи в Африке, защищаемой Мальтийскими рыцарями[11].
- 1551—1562 — началась Австро-турецкая война[12].
- 1551 — Поход шаха Тахмаспа в Картли и Кахетию[13].
- Французским войскам удалось изгнать английскую армию из Шотландии. Французские войска оккупировали важнейшие крепости страны.
- Восстание исландцев против Дании. Карательная экспедиция Кристиана навела порядок.
- Объединённые силы трёх пиратских раисов штурмовали и взяли Триполи. Рыцари бежали на кораблях на Мальту, а наёмники были почти полностью уничтожены. Присоединение земель Триполи к Турции.

### Крымское ханство
- 1551—1577 — крымский хан Девлет I Гирей[14].
- 1550 — начало 1551 — Сагиб I Гирей проводя активную экспансию на Кавказе, совершил военный поход на адыгов, упрочил крымское господство, усилил свои позиции в Кабарде[14].
- Во время похода Сагиб I Гирея на Кабарду, в Кафу по воле султана Сулеймана I прибыл Кануни Девлет I Гирей, который провозгласил себя крымским ханом и при поддержке турецких войск занял Бахчисарай. Войско Сагиб I Гирея, спешно вернувшееся в Крым было разбито, сам хан был убит Булюк-Гиреем (сыном Сафа-Гирея), была также убита вся его семья[14].

## Русское государство
Царствование: 1533—1584 — Иван IV Васильевич Грозный
- Январь — май — собран Стоглавый собор, на котором было проведено множество важных церковных преобразований. Результатом был сборник — Стоглав — в виде ответов на вопросы о церковном строении. Эти вопросы, написанные от имени Ивана IV Грозного, содержали своеобразную программу реформ и представленную правительством на рассмотрение церковного собора[15]. Однако они были лишь составлены по распоряжению царя, а не им самим. Есть все основания считать автором царских вопросов Сильвестра.
  - На Соборе создаётся система Приказов, прообраз будущих министерств. Увеличивается плата для крестьян за право уйти от господина в "Юрьев день"[15].
  - Зима и весна — Иван Грозный и Боярская дума на Стоглавом соборе принимают решение о строительстве Свияжска, плацдарма для завоеваний Казанского ханства[16].
- Весна —  заволжский старец Артемий (Пустынник), один из виднейших идеологов нестяжательства, писатель  был поставлен игуменом Троице-Сергиева монастыря, однако уже в конце года самовольно покинул монастырь, предпочитая жизнь пустынника[17].
- Май — основана опорная русская крепость Иван-город (Новгород Свияжский, с 1560-х Свияжск), под руководством И.Г. Выродкова[18].
- Сентябрь — Дервиш-Али, бывший астраханский хан, вероятно, прибывает в Москву, где ему пожалован Темников, а потом Звенигород (занял астраханский престол в 1554 году)[19].
- Ок. 1551 — по ходатайству игумена Троице-Сергиева монастыря Артемия, Максим Грек был переведён в этот монастырь, где пребывал в нём до конца своей жизни (ум. 1555/56)[20].
- 1551—1552 — Шах-Али, ставленник русского царя, стал Казанским ханом, отправив в Москву регентшу Сююмбике с малолетнем сыном Утемиш-Гиреем[21].
  - В Казанском ханстве обострилась внутриполитическая ситуация. Русское правительство, стремясь к мирному присоединению всего ханства, действовало сразу в двух направлениях. Оно предлагало Шах-Али "укрепить" Казань вводом русского войска, но хан (при условии новых пожалований в Касимове) соглашался лишь на порчу артиллерии и боеприпасов в Казани, устранение наиболее враждебно настроенных лиц при своём "добровольном" уходе в Свияжск[22].
  - Одновременно, русское правительство вело переговоры с противниками Шах-Али из казанской знати, находившимися в Москве в качестве послов или эмигрантов. Они предлагали свести с престола Шах-Али, а Казанское ханство управлялось бы от имени московского царя, его наместниками и гарантировали согласие казанцев на это при условии сохранения социального статуса и владений знати, а также традиционных порядков[22].
  - Юсуф (отец Сююмбике), бей Ногайской Орды, недовольный назначением на казанский престол Шах-Али, опасаясь продвижения Русского государства в Поволжье, начал набеги на пограничные области Казани и Москвы[21].
- Октябрь — набег ногайских мурз на рязанские земли[23].
- Ноябрь 1551 — март 1552 — Шереметев Иван Васильевич Большой возглавляет комиссию на переговорах по разрешению конфликта в Казанском ханстве между ханом Шах-Али и его противниками среди местной знати[24].
- Пожалованы боярством: Серебряный Пётр Семёнович (ум. 1571), Яковля Захарий Петрович (ум. 1557), Воротынский Владимир Иванович (ум. 1558), Воронцов Юрий Михайлович (ум. 1558)[25].
- На службу великому князю выехали родоначальники дворянских родов: Вырубовы, Олсуфьевы (одна ветвь стала графской), Вешняковы, Пестовы и Апушкины[26].

### Города и поседения
- В соответствии с царским указом 1546 года, в г. Михайлов воеводами Воротынским Александром Ивановичем и Головиным Михаилом Петровичем Меньшим построена крепость[27].
- Торговое село Сорока (сов. г. Беломорск) становится вотчиной Соловецкого монастыря[28].

### Руководители приказов
| Года      | Приказ           | Ф,И,О главы                | Примечания |
| --------- | ---------------- | -------------------------- | ---------- |
| 1549-1561 | Посольского дела | Висковатов Иван Михайлович |            |
|           |                  |                            |            |
|           |                  |                            |            |

## Начало правления
См.также: Список глав государств в 1551 году
- Шейбанид Науруз Ахмед-хан объявлен верховным ханом узбеков и Бухарского ханства.

## Родились

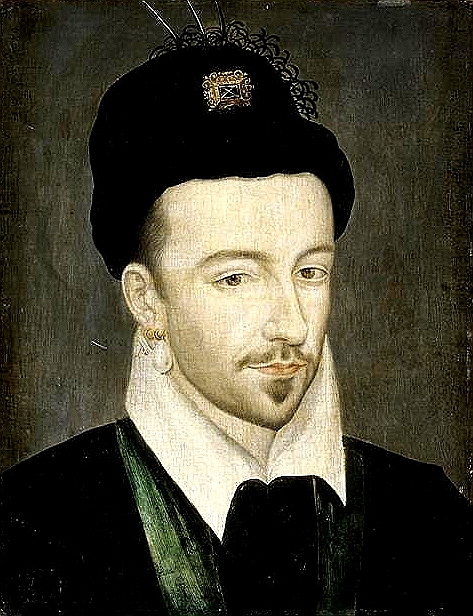
Изображение короля Франции Генриха III Валуа

См. также: Категория:Родившиеся в 1551 году
- 17 марта — у Ивана Грозного рождается вторая дочь — Мария[15].
- Абу-л Фазл Аллами — визирь Великого Могола Акбара, автор «Акбар-наме», переводчик Библии на фарси. Брат придворного поэта Фейзи Дакани.
- Николас Реймерс — немецкий астроном и математик.
- Якопо да Эмполи — итальянский художник.
- Жан Шаповилль — бельгийский богослов, историк и инквизитор.
- Вранчич, Фауст — универсальный хорватский учёный эпохи позднего ренессанса, первый человек, успешно испытавший парашют.
- Генрих III — король Франции с 30 мая 1574 года из династии Валуа, четвёртый сын Генриха II и Екатерины Медичи, герцог Ангулемский (1551—1574), герцог Орлеанский (1560—1574), герцог Анжуйский (1566—1574), герцог Бурбонский (1566—1574), герцог Овернский (1569—1574), король польский и великой князь литовский с 21 февраля 1573 года по 18 июня 1574 года.
- Каччини, Джулио — итальянский композитор и певец.
- Кемден, Уильям — английский историк из т. н. школы антикваров и археолог.
- Мария Анна Баварская — супруга эрцгерцога Карла II Штирийского, мать император Священной Римской империи Фердинанда II.

## Скончались

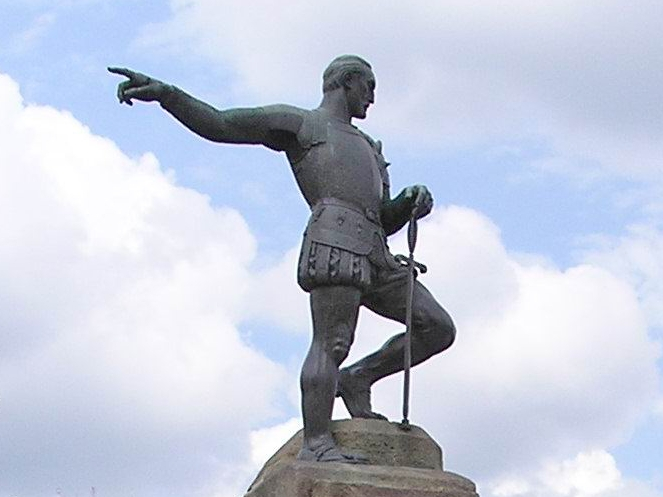
Памятник Белалькасару

См. также: Категория:Умершие в 1551 году
- 8 мая — Барбара Радзивилл, польская королева и великая княгиня литовская, наследница владений Гаштольдов. Вторая жена великого князя литовского и короля польского Сигизмунда II Августа (с 1547 года)[30].
- Белалькасар, Себастьян де — испанский конкистадор, прославившийся покорением Эквадора, Никарагуа и юго-запада Колумбии. Основатель городов Гуаякиль (Эквадор) и Попаян (Колумбия). Организовал первую экспедицию для поисков мифического Эльдорадо.
- Буцер, Мартин — церковный реформатор.